# 篠原淺茅

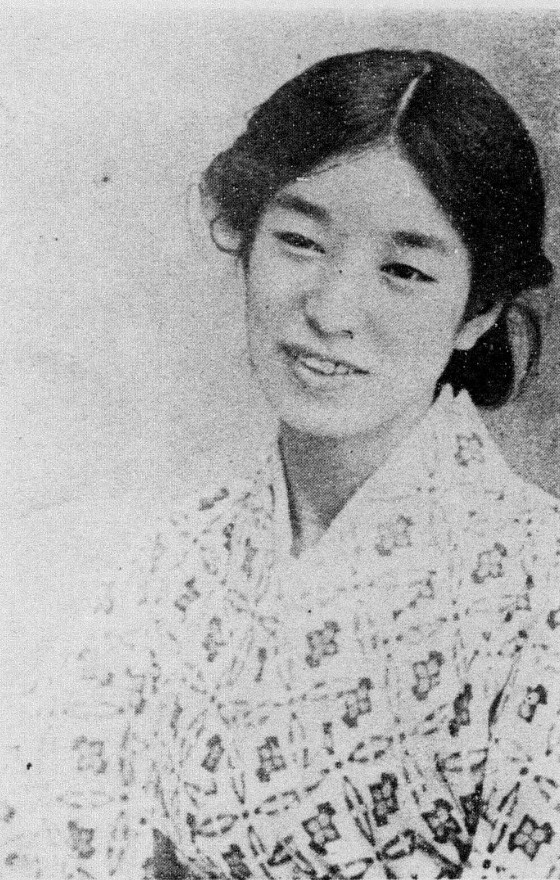
篠原淺茅

篠原 淺茅（しのはら あさじ、本名：淺野靜子、1898年（明治31年）10月30日 - 没年不明）は元宝塚少女歌劇団主演娘役クラスの人物である。大阪府大阪市出身。特技はソプラノ。妹は宝塚歌劇団10期生の原幹子。
1919年頃には、雲井浪子・高峰妙子・高砂松子らと共に、『寳塚四天王』として人気の中心にいた。

芸名は小倉百人一首の第39番：参議等の
より命名された。

## 略歴
- 1913年（大正2年）11月に宝塚歌劇団2期生として、宝塚唱歌隊（現在の宝塚音楽学校）に入隊[4]。同期生に瀧川末子、人見八重子、吉野雪子がいる。

- 1921年（大正10年）、宝塚少女歌劇団を退団[5]。

## 宝塚少女歌劇団時代の主な出演
- 『平和の女神』（1915年3月31日 - 5月23日、宝塚歌劇場(パラダイス劇場)）
- 『舌切雀』『御田植』（1915年7月31日 - 8月31日、宝塚歌劇場(パラダイス劇場)）
- 『霞の衣』『竹取物語』（1916年3月19日 - 5月31日、宝塚歌劇場(パラダイス劇場)）
- 『夕陽ケ丘』（1916年7月20日 - 8月31日、宝塚歌劇場(パラダイス劇場)）
- 『中將姫』（1916年10月20日 - 11月30日、宝塚歌劇場(パラダイス劇場)）
- 『笑の國』『歌かるた』（1917年1月1日 - 1月10日、宝塚歌劇場(パラダイス劇場)）
- 『花爭』（1917年3月20日 - 5月20日、宝塚歌劇場(パラダイス劇場)）
- 『桃色鸚鵡』『リザール博士』（1917年7月20日 - 8月31日、宝塚歌劇場(パラダイス劇場)）
- 『下界』『ゴザムの市民』『屋島物語』（（1917年10月20日 - 11月30日、宝塚歌劇場(パラダイス劇場)）
- 『新世帶』『靜御前』（1918年3月20日 - 5月20日、宝塚歌劇場(パラダイス劇場)）
- 『造物主』『クレオパトラ』（1918年7月20日 - 8月31日、宝塚歌劇場(パラダイス劇場)）
- 『馬の王様』『靑葉の笛』『お蠶祭』（1918年10月20日 - 11月30日、宝塚歌劇場(パラダイス劇場)）
- 『鞍馬天狗』『啞女房』（1919年1月1日 - 1月20日、宝塚歌劇場(パラダイス劇場)）
- 『千手の前』『家庭敎師』（1919年3月20日 - 5月20日、宝塚新歌劇場(公會堂劇場)）
- 『源氏物語』『世界漫遊』（1919年7月20日 - 8月31日、宝塚新歌劇場(公會堂劇場)）
- 『燈籠嶋』『ジヤンヌ・ダルク』『女醫者』（1919年10月20日 - 11月30日、宝塚新歌劇場(公會堂劇場)）
- 『餘吾天人』（1920年1月1日 - 1月20日、宝塚新歌劇場(公會堂劇場)）
- 『思ひ出』『毒の花園』『酒の行兼』（1920年3月20日 - 5月20日、宝塚新歌劇場(公會堂劇場)）
- 『八犬傳』『正直者』（1920年7月20日 - 8月31日、宝塚新歌劇場(公會堂劇場)）
- 『お夏笠物狂』『小野小町』『月光曲』（1920年10月20日 - 11月30日、宝塚新歌劇場(公會堂劇場)）
- 『岩戶開』『アラビアンナイト』（1921年1月1日 - 1月20日、宝塚新歌劇場(公會堂劇場)）
- 『王女ニーナ』『筑摩神事』（第一部）（1921年3月20日 - 5月20日、宝塚新歌劇場(公會堂劇場)）
- 『希臘神話パンドーラ』『田樂男』（第一部）（1921年7月20日 - 8月31日、宝塚新歌劇場(公會堂劇場)）